# ICS Vortex
Simen Hestnæs (Oslo, Noruega; 4 de marzo de 1974), más conocido como ICS Vortex o simplemente Vortex, es un músico de metal que forma parte de las bandas Lamented Souls y Borknagar.
A los 17 años, fundó Lamented Souls junto con Olav Knutsen, Ole Jørgen Moe y Petor Holm. En 1997 la banda se separó y Vortex se unió como vocalista y bajista a Borknagar. Tras colaborar con Dimmu Borgir en 1999, le ofrecieron unirse a la banda como bajista y como segunda voz. Tras aceptar, Hestnæs se vio obligado a abandonar Borknagar para concentrarse en su nueva banda, donde permaneció hasta 2009, cuando fue despedido. Durante ese tiempo también fue vocalista de Arcturus hasta su separación en 2007. Tras su expulsión de Dimmu Borgir, Vortex refundó Lamented Souls y volvió a unirse a Borknagar.
Está casado con la dibujante de cómics Lise Myhre, con quien tiene un hijo, Storm.

## Biografía
Su banda de mayor duración es la banda doom metal, Lamented Souls, en la cual desde 1991 toca la guitarra, el bajo, y desempeña las labores vocales. Su apodo es una especie de broma en referencia a uno de los alias de Garm (vocalista de Ulver), Fiery G. Maelstrom: "Icy S. Vortex", Con las primeras palabras siendo elementos opuestos, la inicial de en medio siendo la primera letra de sus nombres, y la última palabra sinónimo de una poderosa corriente de agua en forma circular
En 1995 estuvo de tour con la banda avant-garde metal Ved Buens Ende haciendo voces de acompañamiento. Canciones de ese tour se publicaron como ...Coiled in Obscurity bootleg album.
En 1997, Hestnæs hizo una aparición en el álbum de Arcturus La Masquerade Infernale. Cantó en tres cortes: "Master of Disguise", "The Chaos Path" (para la que llevaba la voz solista, escribió la letra, y coescribió la música), y "Painting My Horror".
En 1997, la banda folk/progressive/black metal Borknagar necesitaba un vocalista después de la separación de su vocalista original, Garm. Garm presentó a Hestnæs a la banda, que se convirtió en su vocalista entre 1997 y 2000. también se encargó de las labores de bajista, grabando en el cuarto álbum Quintessence, después de que Kai K. Lie el bajista dejara la banda.
En agosto de 2000, Hestnæs dejó Borknagar para concentrarse por completo en Dimmu Borgir. De acuerdo a una entrevista, Borknagar habían acordado girar con Mayhem, en las mismas fechas en las que Dimmu Borgir estaría en el estudio. El guitarrista de Borknagar Øystein G. Brun le dio a Hestnæs un ultimátum: tour con Borknagar, o seguir con Dimmu Borgir. Optó por lo último, ya que pensó que Dimmu Borgir se convertiría en una banda con mayor éxito a largo plazo. Brun luego diría que la decisión fue más un "business", y que no tenía “nada en contra de Dimmu Borgir", y le deseó lo mejor; Hestnæs luego declaró que si no se le hubiera dado el ultimátum, aun hoy seguiría en Borknagar.
Hestnæs primeró contribuyó en la grabación de Spiritual Black Dimensions añadiendo un nuevo elemento: su propia forma de cantar "limpia" y "operistica", la cual añadía un nuevo elemento a Dimmu Borgir como banda. Hestnæs fue también bajista de sesión para el disco cuando Nagash dejó la banda para concentrarse por completo en The Kovenant; a día de hoy es miembro de pleno derecho y reemplazo permanente en Dimmu Borgir.
En 2005, Hestnæs se convirtió en el nuevo vocalista de Arcturus' siguiendo una vez más a la marcha de Garm en 2003, y la del cantante de Spiral Architect Øyvind Hægeland en 2005. Debido a la distancia física que le separaba a Hægeland del resto de componentes de Arcturus, Simen se convirtió en vocalista de Arcturus, haciéndola la segunda banda en la que Simen sucedía a Garm como vocalista. En septiembre de 2005, la banda publicó su cuarto álbum, el primer LP desde la marcha de Garm, Sideshow Symphonies, conocido por su aclamación popular. En 2005, Hestnæs fue votado entre los diez mejores vocalistas de la revista Terrorizer Magazine y Arcturus fueron elegidos entre las mejores actuaciones de 2005. Sideshow Symphonies fue votado entambién entre los diez mejores discos por dicha revista.
En 2007, en un concierto dado en Australia, Simen anunció que sería el último de Arcturus. El 17 de abril, la banda anunció oficialmente su disolución.
Recientemente, Simen aportó su voz a la serie de animación, Metalocalypse, en los episodios "Dethdoubles" y "Dethcarraldo."
Está casado con Lise Myhre, artista noruega creadora del cómic "Nemi", con la cual tiene un hijo, Storm, nacido en 2007.
En septiembre de 2008, y después de entrar a grabar con la banda Black metal CODE a principio de 2007, se anuncia la no continuación en dicha banda.
Existen rumores que lo relacionan con la banda finesa Apocalyptica para la grabación de su próximo álbum, en el cual aportaría voces para al menos uno de los temas.

### Salida de Dimmu Borgir
El 31 de agosto de 2009 abandona Dimmu Borgir. Vortex publicó una nota sobre la salida de la banda:

Yo realmente aprecio este periodo, los años con Dimmu Borgir fueron increíbles. Ahora me concentraré totalmente en mi nuevo proyecto, y dejaré abierta la posibilidad de resucitar una banda o tres. Agradezco especialmente a todas las personas locas y amables que he encontrado en el escenario con Dimmu a lo largo de los años, por el apoyo de muchos de vosotros y el continuo interés en mis proyectos musicales. Mi apoyo para Mustis, la verdadera fuerza creativa de DIMMU BORGIR estos diez últimos años, y a su búsqueda legal de sus derechos.

En septiembre anunció la reformación de Lamented Souls y que la banda ya está trabajando en un nuevo álbum de estudio.

## Discografía
| Borknagar - 1998: The Archaic Course - 2000: Quintessence - 2010: Universal (Invitado especial, hace su aparición en la canción "My Domain") - 2012: Urd - 2016: Winter Thrice - 2019: True North Arcturus - 1997: La Masquerade Infernale - 2005: Sideshow Symphonies ICS Vortex - 2011: Storm Seeker | Dimmu Borgir - 1999: Spiritual Black Dimensions - 2001: Puritanical Euphoric Misanthropia - 2003: Death Cult Armageddon - 2007: In Sorte Diaboli |  |

- Nota: No se incluyen demos, recopilatorios, álbumes en vivo ni sencillos.